# Jacob van Huysum
Jacob van Huysum (ou Jacobus van Huijsum ; 1687 ou 1689 à Amsterdam - 1740 à Londres) est un peintre néerlandais, spécialisé dans la peinture de fleurs et de fruits.

## Biographie
Jacob van Huysum est né vers 1687 à Amsterdam, aux Pays-Bas. Très tôt, il étudie la peinture avec son père Justus van Huysum (en) et son frère Jan van Huysum.
À la mort de son père, il reprend la direction de l'étude de son père. En 1721, il s'installe à Londres, où il exécute quelques peintures pour Sir Robert Walpole et son fils mécène Horace Walpole. Ce dernier étant également mécène de son frère Jan van Huysum.
Il illustre également deux ouvrages publiés en Angleterre : 
- Historia plantarum rariorum (1728-1736) de John Martyn
- Catalogus Plantarum (1730), publié par l'Association des Jardiniers (Society of Gardeners)